# Dimitri Karbishev
Dimitri Mijailovich Karbishev (en ruso: Дмитрий Михайлович Карбышев; 26 de octubre de 1880, Omsk — 18 de febrero de 1945, Mauthausen, Austria) fue un oficial del Ejército Rojo, héroe de la Unión Soviética a título póstumo.

## Biografía
Karbishev nació en Omsk en una conocida familia de origen cosaco. Su padre murió cuando él tenía doce años y fue criado por su madre. A pesar de las dificultades financieras, se graduó del Cuerpo de Cadetes de Siberia (hoy Cuerpo de Cadetes de Omsk del Ministerio de Defensa) en 1898 y luego asistió a la Escuela de Ingeniería Militar Nikolaev de San Petersburgo (Uchilishche), donde se graduó en 1900. Fue asignado para servir en el 1er Batallón de Zapadores de Siberia Oriental, a cargo de las operaciones de telégrafo en el campo de batalla (jefe de la sección de cable de una compañía de telégrafos), y estuvo estacionado en Manchuria. Durante la Guerra Ruso-Japonesa (1904 a 1905), Karbyshev fue responsable de construir puentes y realizar patrullas de reconocimiento, así como operaciones de telégrafo. Estuvo en la Batalla de Mukden y fue condecorado por su valentía. Fue ascendido a teniente (poruchik) al final de la guerra.
Posteriormente, Karbishev sirvió en Vladivostok. Regresó a San Petersburgo para graduarse de la Academia de Ingeniería Militar Nikolaev en 1911 (actual Universidad Técnica de Ingeniería Militar de San Petersburgo). Promovido a Capitán de Estado Mayor, fue enviado a Brest-Litovsk como comandante de una compañía de zapadores y participó en la construcción de defrensas de la Fortaleza de Brest.
Al comienzo de la Primera Guerra Mundial, Karbishev  participó en operaciones de combate en los Cárpatos bajo el mando del 8º Ejército del General Alekséi Brusílov. Al principio fue ingeniero de las divisiones de las Divisiones de Infantería 78 y 69, más tarde jefe del servicio de ingenieros del 22 Cuerpo de Fusileros de Finlandia. A principios de 1915, estuvo en el Asedio de Przemyśl, donde resultó herido en la pierna. Fue condecorado con la Orden de Santa Ana por su valentía y ascendido a teniente coronel. En 1916, participó en la Ofensiva Brusilov. Con la Revolución de febrero y el colapso del Imperio Ruso, Karbyshev se unió a la Guardia Roja local en diciembre de 1917 mientras estaba estacionado en Mohyliv-Podilskyi (hoy Ucrania). Desde 1918, fue oficial del Ejército Rojo Bolchevique.

### Segunda Guerra Mundial
Durante la Guerra de Invierno de 1939-1940 entre la Unión Soviética y Finlandia, como miembro del grupo del asistente del jefe de la Administración Principal de Ingeniería Militar en la construcción de fortificaciones, Karbishev  viajó al frente para asesorar a las tropas sobre el apoyo de ingeniería en la violación. la línea Mannerheim.
A principios de junio de 1941, Karbishev fue enviado en un viaje de inspección al Distrito Militar Especial Occidental. La invasión alemana ocurrió mientras estaba en el cuartel general del 3.er ejército soviético en Grodno. Dos días después, se trasladó al cuartel general del 10º Ejército soviético. El 27 de junio de 1941, el ejército quedó rodeado y finalmente destruido durante la Batalla de Białystok-Minsk. En agosto de 1941, Karbishev sufrió el síndrome posterior a la conmoción cerebral en combate en el río Dnieper en lo que ahora es Shklow Raion, región de Mogilev, y mientras estaba inconsciente fue capturado por los nazis.

### Cautiverio y muerte
Karbishev estuvo recluido en una sucesión de campos de concentración, incluidos Hammelburg, Flossenbürg, Majdanek, Auschwitz, Sachsenhausen y, en febrero de 1945, Mauthausen. Rechazó las repetidas ofertas de los nazis para solicitar su cooperación y, a pesar de su avanzada edad, fue uno de los líderes más activos del movimiento de resistencia en los campos.
En la noche del 17 de febrero de 1945, fue uno de los quinientos prisioneros desnudados, rociados con agua fría y dejados morir de frío. Según el testimonio literario de un sobreviviente del campo, Karbishev permaneció erguido frente a sus verdugos y gritó ánimos a sus compañeros.
Después del final de la guerra, el 16 de agosto de 1946, recibió póstumamente la medalla de Héroe de la Unión Soviética. Un monumento de mármol blanco de Karbyshev del escultor Vladímir Tsigal se encuentra en el campo de concentración de Mauthausen.